# Jordskælvet i Basel 1356
Jordskælvet i Basel var et meget kraftigt jordskælv, der ramte den schweiziske region Basel den 18. oktober 1356.